# 五谷城镇
五谷城镇，是中华人民共和国陕西省延安市吴起县下辖的一个乡镇级行政单位。地处吴起县东北部宁塞川，东连薛岔乡，南抵吴起街道，西接吴仓堡乡，北与周湾镇、长城乡和榆林市靖边县中山涧镇接壤。
2015年，陕西省民政厅批复同意撤销五谷城乡，设立五谷城镇。

## 行政区划
五谷城镇下辖以下地区：
五谷城村、红柳河畔村、凤凰寺村、蔡砭村、马连城村、白草沟村、桐寨村、圪烂沟村、苗庄科村、四河堡村、马湫沟村、庄科沟村、麻台村和毛砭村。